# 山脇正勝
山脇 正勝（やまわき まさかつ、嘉永2年（1849年） - 明治38年（1905年）5月6日）は、幕末期の桑名藩士。後、新選組隊士。維新後、三菱社員。翻訳、上海支社社長。後、長崎造船所初代所長。旧名隼太郎（はやたろう）。変名、大河内太郎（多郎）、山脇巍，多芸誠輔，山脇成光。

## 経歴
桑名藩士山脇十左衛門（正軌）の子に生まれ、藩主松平定敬の小姓となる。
慶応4年（1868年）に戊辰戦争が勃発。桑名藩は佐幕派に列し、山脇は19歳で戊辰戦争に従軍、父十左衛門は軍事奉行に就任し、他藩との折衝に当たった。鳥羽・伏見の戦いに敗走し、江戸から父・十左衛門に同行して柏崎に到る。徹底抗戦派の藩主松平定敬の命により、同藩士高木貞作と共に恭順派家老吉村権左衛門らを暗殺した後、定敬を追って蝦夷地へ渡った。会津戦争に参加し小指を失う。
箱館に着くと、高木らと共に土方歳三配下の新選組に入隊。箱館戦争に参戦する。
明治2年（1869年）5月15日、弁天台場にて新政府軍に降伏。
明治5年（1872年）に釈放後、家老粛清の追及を逃れる為アメリカ合衆国に留学。ミシガン大学の名簿の1872年の選科生のところに「タガイ・サイスケ（クワナ）」とあり、恐らくそれが多芸誠輔（山脇の変名）であると思われ、同大学初の日本人学生である。多芸は吉田清成、井上馨の斡旋で勧農寮の官費留学生として明治3年に岩倉使節団に随行して渡米し、帰国後勧農寮工職方についた。
明治8年（1875年）、翻訳係として三菱社に入社。郵便汽船三菱会社で三菱初の海外航路船である瓊浦丸，兵庫丸，東京丸各船の事務長を務め、1877年に上海支社事務長就任、1878年に長崎支社支配人，1878年に東京店副支配人となり、前任の朝吹英二の退職で支配人に昇格、1881年に岩崎彌太郎が後藤象二郎から高島炭鉱を買収すると、山脇は最初の三菱出身の責任者として高島炭鉱事務長に抜擢され、川田小一郎の部下として働いた。1884年に長崎造船所が工部省から三菱の経営になると、三菱造船所支配人を兼務、1897年に経営方針転換をめぐり更迭された。長崎支店時代の部下・青木菊雄は山脇のことを「武士肌で人格者、大変な酒豪」でもあったと述べている。
娘・勝子の夫に日本海軍少将の寺岡平吾、その長男はペルー大使、イラン大使を務め、サンフランシスコ条約締結時には吉田茂首相の秘書官として仕えた寺岡洪平。洪平とハンガリー女性との娘に料理・文化研究家バーバラ寺岡。バーバラには正勝はじめ桑名藩の幕末武士のことを書いた著書『幕末の桑名』 (桑名市教育委員会、2006/04)がある。墓所は染井霊園。